# Riccardo Cassin
Riccardo Cassin (ur. 2 stycznia 1909 w San Vito di Tagliamento, Udine, zm. 6 sierpnia 2009 w Lecco) – włoski wspinacz, alpinista i himalaista, autor kilku książek o tematyce górskiej.

## Życiorys
W młodości związany był ze słynną grupą wspinaczy z Dolomitów, tzw. Pająków z Lecco (Ragni). Dokonał licznych pierwszych przejść najtrudniejszymi ścianami (największych w okresie 1934-1938), w tym nowych dróg głównie w Dolomitach (m.in. Civetta, Torre Trieste, Tre Cime di Lavaredo) i pozostałej części Alp, m.in. przełomowe I przejście tzw. Filara Walkera na Grandes Jorasses (1938, z Gino Espozito i Ugo Tizzonim) oraz północnej ściany Piz Badile w Bergell (1937, linią zwaną dziś drogą Cassina).
Po II wojnie z prof. Ardito Desio przeprowadził rekonesans (1953) i uczestniczył w przygotowaniach kierowanej przez Desio wielkiej włoskiej ekspedycji, która zdobyła K2 (1954). Potem sam kierował wyprawami, m.in. zwycięską na Gaszerbrum IV w Karakorum (1958, wejście szczytowe Walter Bonatti i Carlo Mauri). Poprowadził też zespół, który wytyczył 3-kilometrową drogę ścianową o charakterze himalajskim na Alasce (Filar Cassina na południowej ścianie Denali (McKinley), 1961, 7 osób), rok wcześniej w Andach Peruwiańskich zdobył Jirishanca (nowa droga zach. żebrem, w 8-osobowej ekipie, 1960). Kierował wyprawą, która dokonała I próby przejścia południową ścianą Lhotse w Nepalu (1975). Wspinał się także m.in. w Andach Patagońskich, Kaukazie, górach Szkocji i Japonii.
W roku 1987, w wieku 78 lat i w 50. rocznicę wytyczenia drogi ścianą Piz Badile pokonał ją ponownie jako dostojny jubilat (najpierw w początku lipca, a 11 sierpnia 1987 wraz z ekipą filmową). W 1976 został obywatelem honorowym miasta Lecco. Zmarł w wieku 100 lat w swoim domu.
Był postacią we włoskim i światowym środowisku alpinistycznym niezwykle znaną i poważaną, członkiem honorowym wielu klubów alpinistycznych, także zagranicznych (w tym członkostwo honorowe Polskiego Związku Alpinizmu, 1998).
"Cassin" jest też marką handlową dla znanej włoskiej wytwórni sprzętu wspinaczkowego.

## Publikacje
- Riccardo Cassin: Cinquant’anni di alpinismo. „Dall’Oglio”. Milano, 1977 (bez ISBN)
- Riccardo Cassin: 50 years of alpinism (tłum. Renato Sottile). „Diadem Books”, London, 1980, 1981 (ISBN 0-906371-65-1), oraz „The Mountaineers”, Seattle, 1981 (ISBN 0-89886-060-1), 1982, s. 207.
- Nicholas O’Connell (tłum. Jerzy Ossowski): Więcej niż ryzyko: Rozmowy z alpinistami (m.in. z R. Cassinem, strony 36-50). „Stapis”, Katowice, 1997, ISBN 83-85145-90-7 (wyd. oryg. „The Mountaineers”, Seattle, 1993, Beyond Risk. Conversation with Climbers, ISBN 0-906371-99-6).